# Eric Winarto
Eric Winarto, né en 1980 à Kuala Lumpur, en Malaisie, est un artiste-peintre et plasticien suisse d'origine indonésienne.

## Biographie
Après avoir vécu en Indonésie, puis en Turquie, Eric Winarto vit en Suisse depuis 1995. Aujourd'hui, il travaille à Genève et Montreux.
Il est titulaire d'un diplôme de l'École supérieure des beaux-arts, ESBA-HES, de Genève en 2005.
BLACKLIGHT SELVA
Depuis 2004, il crée en particulier des installations où il peint avec de la peinture fluorescente, qui ne se dévoilent que dans l'obscurité. Il utilise la peinture acrylique fluorescente en blanc sur blanc, où le fond blanc fluorescent, activé par la lumière noire, met en relief les dessins inscrits en blanc non fluorescent. C'est le cas dans l'installation réalisée pour L'Art dans les chapelles, à la chapelle Saint-Gildas, à Bieuzy-les-Eaux ou de son installation à l'Abbaye de Noirlac à Bruère-Allichamps en France.
La réalisation de Blacklight Selva au Musée des Beaux Arts d'Angers (27 novembre 2015 - 28 février 2016) est la dernière réalisation picturale de type éphémère ou non-permanent.  

## Expositions personnelles
- 2016 : Virtuosus, Cyril Porchet & Eric Winarto, Laurent Marthaler Contemporary, Montreux (performance musicale avec Lea Lu)
- 2016 : Parhélie, Musée de la Vallée de la Creuse, Eugzon, France
- 2016 : Théâtre de Carouge, Genève
- 2015 : Andres Donadio & Eric Winarto, Galerie Lhoste, Arles
- 2015 : Galerie Forma, Lausanne
- 2014 : Blackbird, galerie Analix Forever, Genève
- 2014 : Blacklight Selva, Andata – Ritorno,  Laboratoire d'art contemporain, Genève[3]
- 2014 : Concrete Music & Blacklight Selva, Jérémy Chevalier & Eric Winarto, Chenshia Gallery, Wuhan, Chine
- 2014 : Selva, Centre Pro Natura de Champ-Pittet, Yverdon-les-Bains, Suisse (curatrice Karine Tissot)
- 2014 : Blacklight Selva, espace kugler, Genève
- 2013 : Blacklight Selva, Halle Nord, Genève
- 2013 : Paperworks, Galerie Hübner + Hübner, Francfort
- 2012 : Blacklight Selva à l'abbaye de Noirlac, France [4](curatrice Dominique Truco)
- 2012 : Heidi Linck & Eric Winarto, galerie Maurits van de Laar, Den Haag
- 2011 : Galerie Charlotte Moser, Genève
- 2010 : Blacklight Selva, Galerie Metropolis, Paris
- 2010 : Galerie Metropolis, Paris
- 2008 : Blacklight Selva, Milkshake Agency, Genève (curatrice Alexia Turlin)
- 2007 : Blacklight Selva, Initialraum, Stadthausgalerie, Münster, Allemagne (parallèlement la manifestation de Skulptur Projekte '07)
- 2006 : Galerie Charlotte Moser, Genève

## Expositions collectives2017
- 2017 :  Zoocryptage, Crypte St. Eugénie, Biarritz (curateurs Clara Djian et Nicolas Leto, en collaboration avec Philippe Djian)
- 2016 : Look In The Mirror, Muster - Meier Contemporary Fine Art & Projects, Bern
- 2016 : Mauvaises Graines, Espace Topographie de l’art, Paris (curateurs Clara Djian et Nicolas Leto)
- 2016 : Only Lovers, Le Cœur, Paris (curateur Timothée Chaillou)
- 2015 : Intentions graphiques, Musée des Beaux-Arts d'Angers, France (curatrice Elodie Derval)
- 2015 : Map of the New Art, collection Luciano Benetton, Fondation Giorgio Cini, Venise
- 2015 : Mur/Murs, peinture, dessin et architecture, château de Kerguéhennec, Bretagne, France (curateur Olivier Delavallade)
- 2015 : Art Stage Singapore, Galerie Vanessa Quang, Singapour
- 2014 : Bourses de la Ville de Genève, Centre d’Art Contemporain, Genève
- 2014 : Tsunami architecture, Centre d'art contemporain, Yverdon–les–Bains, Suisse (curatrice Karine Tissot) [5]
- 2014 : L’Oiseau volé, Galerie Vanessa Quang, Paris (curateur Paul Ardenne)
- 2014 : Mauvaises Graines, Espace Topographie de l’art, Paris (curateurs Clara Djian et Nicolas Leto)
- 2014 : Das flüssige Element, collection SØR Rusche Sammlung, Kunstmuseum Ahrenshoop, Ostseebad Ahrenshoop, Allemagne
- 2014 : Picturalités Singulières, Château d’Assas, Assas, Région Gard, France (curateur Joris Brantuas)
- 2013 : Echo-Musée, Galerie Rapinel, Le Village, site d’expérimentation artistique, Bazouges-la-Pérouse, France (curateur Frederic Malette)
- 2013 : Être humain et le savoir ensemble, 6e biennale internationale d’art contemporain de Melle 2013, Melle, France (curatrice Dominique Truco)
- 2013 : I am your neighbour ! Young artists and portraiture, Musée Bromer Art Collection, Roggwil, Berne (curateur Christian Herren)
- 2013 : Billo BÄM, Künstlerhaus, Dortmund, Allemagne (curatreurs Adriane Wachholz et Hannes Woidich)
- 2013 : Usine Genevoise Dégrossissage d’Or, espace Forde, Genève (curatrice Elena Montesinos)
- 2013 : Paint My Wall !, galerie Forma, Lausanne
- 2013 : ça grimpe !?, galerie Charlotte Moser, Genève
- 2012 : The Image of Russia, The Russian Academy of Arts, Moscou
- 2012 : Undici Allunaggi Possibili, Palazzo Zenobio, Venise (curatrice Martina Cavallarin)
- 2012 : Eternal Tour : Cosmotopia, Bâtiment d’art contemporain, Genève (curateurs Hadrien Dussoix et Donatella Bernardi)
- 2011 : Ad Curiositati, Galerie Charlotte Moser, Genève
- 2011 : Personality, Galleria Michela Rizzo, Venise (curatrice Martina Cavallarin)
- 2011 : Contre-Façon, White Canvas Gallery, contemporary art space, Nanjing, Chine
- 2011 : L’art dans les chapelles, chapelle Saint-Gildas, Bieuzy-les-Eaux, Bretagne, France
- 2011 : Rathania's - Ars similis casus, Musée Rath, Genève (curateur Fabrice Gygi)
- 2011 : Fernelmont Contemporary Art – FCA’11, Château de Fernelmont, Belgique (curateur Gustavo Urruty)
- 2010 : Philippe Fretz, Jérôme Stettler, Eric Winarto, Espace culturel, Assens, Suisse (invité par l'édition art&fiction)
- 2009 : Rideau Obscur : Tatiana Arce, Alexia Turlin, Christian Vetter, Eric Winarto, Halle Nord, Genève
- 2008 : Parfum d’été : Peter Saul, Daniel Schlier, Claude Viallat et Eric Winarto, Galerie Charlotte Moser, Genève
- 2007 : Masters of complications, espace Forde, Genève (curateurs Kim Seob Boninsegni et Aurélien Gamboni)
- 2007 : Kiosque à Culture Doré (réalisation avec Fabiana de Barros), La Terrasse du Troc, Genève (curatrice Laura Györik Costas)
- 2007 : Format/Paysage, Halle Nord, Genève (curateurs Muriel Enjalran et Eric Corne)
- 2006 : Open House, Musée Rath, Genève (curatrice Karine Tissot)
- 2005 : Peinture à perte de vue, Le Manoir de Cologny, Genève (curateur Eric Corne)
- 2005 : Médiaréalité, Palais de l’Athénée, Genève (curatrice Patricia Nydegger)
- 2004 : Triennale de l’estampe contemporaine, Musée des beaux-arts, Le Locle, Suisse
- 2004 : Jet d’eau, Kunsthalle Palazzo, Liestal, Suisse (curateurs Stefan Banz, Peter Roesch et Claude Sandoz)
- 2004 : LASKO : un panorama de wallpainting en Suisse, CAN, Centre d’Art Neuchâtel, Suisse (curateur Gauthier Huber)
- 2003 : Arrêt de nuit, bh9, Genève (curateur Harm Lux)

## Galeries
Eric Winarto a collaboré avec la Galerie Charlotte Moser à Genève, la Galerie Michela Rizzo à Venise, Galerie Hübner + Hübner à Francfort, la Galerie Vanessa Quang à Paris, la Galerie Metropolis à Paris, la Galerie Forma, à Lausanne, la Galerie Analix Forever à Genève.
Actuellement, il collabore avec Muster - Meier Contemporary Fine Art & Projects à Berne et Laurent Marthaler Contemporary à Montreux.

## Collections publiques
- Blacklight Selva, Musée des Beaux-Arts d'Angers, France
- Musée Bromer Art Collection, Roggwil, Berne
- Sunset, 2006, peinture murale, Centre sportif de Cologny, Genève
- Crépuscule du soir, 2005, peinture murale, école d’études sociales et pédagogiques, EESP-HES, Lausanne